# Sargus albopilosus
Sargus albopilosus är en tvåvingeart som beskrevs av Meijere 1906. Sargus albopilosus ingår i släktet Sargus och familjen vapenflugor. Inga underarter finns listade i Catalogue of Life.